# موعد مع الموت (فلم كويتي)
موعد مع الموت هو فيلم كويتي إنتاج 1967، تتكلم قصته عن رجل أعمال غني يُقال له انه سيموت بعد عدة ساعات بجلطه وتجري الاحداث.